# Reisdorf (Böllenborn)
Reisdorf ist ein Weiler, der zur im rheinland-pfälzischen Landkreis Südliche Weinstraße gehörenden Gemeinde Böllenborn gehört.

## Lage
Der Ort liegt drei Kilometer südwestlich des Hauptorts der Gemeinde Böllenborn im Oberen Mundatwald, einem Teilbereich des Wasgaus, wie der Südteil des Pfälzerwaldes auch genannt wird. Am nordöstlichen Siedlungsrand entspringt der in Nord-Süd-Richtung verlaufende Reisbach, ein orographisch linker Nebenfluss der Lauter. Rund anderthalb Kilometer südöstlich erstreckt sich die insgesamt 561 Meter messende Hohe Derst. Einen Kilometer westlich liegt bereits auf Gemarkung der Ortsgemeinde Bobenthal der 514,7 Meter hohe Krumme Ellenbogen. Wenige Kilometer weiter südlich befindet sich die Grenze zu Frankreich.

## Geschichte
Der Ort entstand im zwölften oder im 13. Jahrhundert. Erstmals urkundlich erwähnt wurde er 1345 als Reychelsdorf, als Kaiser Ludwig IV. Graf Walram von Sponheim-Kreuznach mit den reichslehnbaren Orten Reisdorf und Böllenborn belehnte, die der Graf von Anselm von Berwartstein gekauft hatte. Bis Ende des 18. Jahrhunderts gehörte der Ort zur Kurpfalz; innerhalb dieser war er dem Oberamt Germersheim und der Kellerei Birkenhördt unterstellt. Bereits um 1800 bildete der Ort mit dem benachbarten Böllenborn eine Gemeinde. Während des 19. Jahrhunderts lautete die offizielle Bezeichnung Reichsdorf. 1928 hatte der Ort 33 Einwohner, die in elf Wohngebäuden lebten. Die Katholiken gehörten seinerzeit zur Pfarrei von Birkenhördt, während die Protestanten zu derjenigen von Dörrenbach gehörten.
Während des Zweiten Weltkriegs wurde Reisdorf zerstört und entvölkert; 1951 lebten bereits vier Familien im Ort.

## Infrastruktur
1991 wurde das örtliche Feuerwehrhaus in eine Kapelle umgebaut, die den Namen Wendelinuskapelle trägt.

## Verkehr
Durch Reisdorf verläuft die Landesstraße 492, die ihn mit der Kerngemeinde, der Bundesstraße 427 und der Staatsgrenze zu Frankreich verbindet. Zudem liegt der Ort an der Route eines Wanderweges, der mit einem blau-gelben Balken markiert ist. Dieser verbindet ihn unter anderem mit Lauterecken und Sankt Germanshof.

## Kultur
Einen Kilometer südwestlich des Ortes befindet sich der Ritterstein 19, der den Namen Pfälzer Unger trägt. Er weist auf einen ehemaligen Rastplatz für Schweine hin; „Ungern“ ist ein altes Wort für „rasten“.